# Wosnessensk
Wosnessensk (ukrainisch Вознесенськ; russisch Вознесенск) ist eine Stadt unter Oblastverwaltung in der Oblast Mykolajiw in der Ukraine. Sie liegt am linken Ufer des Südlichen Bug beim Zusammenfluss mit dem Mertwowod   und ist Verwaltungssitz des gleichnamigen Rajons Wosnessensk.

Pavillon im Ort

Die Stadt wurde 1790 auf Veranlassung der russischen Kaiserin Katharina der Großen auf einer vorher schon existierenden Kosakensiedlung neu gegründet. Größere Expandierungspläne wurden durch den Tod der Zarin 1796 gestoppt, dennoch entwickelte sich die Stadt zu einem lokalen Zentrum in der Region.

## Verwaltungsgliederung
Am 17. September 2018 wurde die Stadt zum Zentrum der neugegründeten Stadtgemeinde Wosnessensk (ukrainisch Вознесенська міська громада/Wosnessenska miska hromada), zu dieser zählen noch die 2 in der untenstehenden Tabelle angeführten Dörfer, bis dahin bildete sie die gleichnamige Stadtratsgemeinde Wosnessensk (Вознесенська міська рада/Wosnessenska miska rada) unter Oblastverwaltung im Westen des ihn umgebenden Rajons Wosnessensk.
Am 17. Juli 2020 kam es im Zuge einer großen Rajonsreform zum Anschluss des Rajonsgebietes an den Rajon Wosnessensk.
Folgende Orte sind neben dem Hauptort Wosnessensk Teil der Gemeinde:
| Name                     | Name           | Name                            |
| ukrainisch transkribiert | ukrainisch     | russisch                        |
| ------------------------ | -------------- | ------------------------------- |
| Nowohryhoriwka           | Новогригорівка | Новогригоровка (Nowogrigorowka) |
| Rakowe                   | Ракове         | Раково (Rakowo)                 |

## Bevölkerung
| 1989   | 2001   | 2005   | 2016   |
| ------ | ------ | ------ | ------ |
| 43.881 | 42.634 | 39.951 | 35.450 |

Quelle:

### Söhne und Töchter der Stadt
- Michail Herzenstein (1859–1906), russischer Wirtschaftswissenschaftler, Hochschullehrer und Publizist
- Dmitri Alexandrowitsch Dolgow (1860–1939), russischer General der Infanterie
- Boris Goichman (1919–2005), Wasserballspieler
- Adolf Fetsch (* 1940), russlanddeutscher Integrationsaktivist, CSU-Politiker
- Wladislaw Schut (1941–2022), britisch-russischer Komponist